# Stig Broeckx
Stig Broeckx (Mol, 10 de mayo de 1990) es un ciclista belga.
A mitad de la temporada 2013 fue stagiaire (aprendiz) del equipo Lotto-Belisol. Esta prueba le valió para que de cara a 2014 este mismo equipo le fichara ya como ciclista profesional.
El 28 de mayo de 2016 sufrió una caída en la que se vieron involucrados una veintena de corredores en la tercera etapa de la Vuelta a Bélgica y que fue causado por un accidente de dos motos. Sufrió fractura de cráneo y hemorragias cerebrales que le llevaron al coma. El 13 de diciembre de 2016 se anunció que había salido del coma y que había conseguido pronunciar algunas palabras.

## Palmarés
- No logró ninguna victoria como profesional.

## Resultados en Grandes Vueltas
| Carrera | Carrera         | 2014 | 2015 | 2016 |
| ------- | --------------- | ---- | ---- | ---- |
|         | Giro de Italia  | —    | Ab.  | —    |
|         | Tour de Francia | —    | —    | —    |
|         | Vuelta a España | —    | —    | —    |

—: no participa
Ab.: abandono